# 난르다오 전역
난르다오 전역(南日島戰役)는 현재 중화인민공화국 푸젠성 푸톈시 슈위구에 있는 난르섬을 둘러싼 중화민국과 중화인민공화국 간에 벌어진 전투다. 중화민국이 전투 자체에서는 이겼지만 훗날 대만으로 철수했다.

## 전개
6.25 전쟁 발발 후 미국은 중화민국에 재정군사적 지원을 재개했다.
중앙정보국의 직접적 통제를 받는 서방공사라는 이름의 대만 '민간' 회사는 중화인민공화국 해안지역에서 정보를 수집한 후 중국 인민해방군 교대 시간 동안 난르섬을 공격하는 것이었는데 난르섬에는 1개 중대 병력 300명밖에 없었다.
해당 계획은 10월 9일 75사단 선공부대에 전달됐고 특수 훈련이 제공되지 않았다. 10월 9일 밤 진먼섬 방어부대 사령관은 75사단 측에 야음을 틈타 상륙정을 대기시키라고 했다.
1952년 10월 10일 동트기 전 75사단 및 반공구국단 병력 몇몇이 LVT 3대와 상륙정 10대에 나눠 타고 난르섬에 상륙했다. 전투 동안 중국 인민해방군은 본토로부터 2개 대대와 증강부대 2개 중대를 보냈는데 1,000명 이상이었다. 중국 인민해방군 증강군 대부분은 전투 경험이 없고 훈련이 적은 징집병들로 구성됐다.
공격은 실패했는데 게릴라 측이 수륙양용 차량으로 사용한 민간 정크선이 병사들을 섬에서 멀리 떨어진 바다에 상륙시킨 것이 주 원인이었다. 중화민국군은 10월 14일 철수해야 했다.
중화민국군에 따르면 병력 철수가 10월 13일에 시작했는데 중화민국 공식 발표에 따르면 병력 철수는 10월 15일에 시작했다. 해당 공격이 난르섬을 실제로 수복하기보다 중화인민공화국의 6.25 전쟁에 대한 주의를 분산시키고 또한 미국으로부터 새로 얻은 군사 장비를 시험하는 것이었기 때문이다.
1952년 10월 22일 중국 인민해방군 포로들이 가오슝으로 보내졌고 이후 타이베이으로 보내졌다.

## 여파
중화민국군은 돌격소총 1천 정 이상, 기관총 60정 이상, 박격포 40정 이상을 포함한 장비들을 노획했다. 가축 1천 마리 이상, 식량 보급품 1.4톤 이상을 차지하기도 했다.
난르섬의 우편업무기관 측 대표인 장옥진(張玉振)은 중화민국군에 포로로 잡혔다.
중국 인민해방군 측은 훈련과 장비를 강화했고 이는 둥산섬 전역에서의 승리로 이어졌다.

## 같이 보기
- 국민혁명군